# Roy C. Stewart
Roy Cleveland Stewart (* 19. September 1892 in Albany, Linn County, Oregon; † 27. August 1981 in Riverside, Kalifornien) war ein US-amerikanischer Techniker und Erfinder, der 1957 und 1965 jeweils mit einem Oscar für technische Verdienste geehrt wurde.
Stewart beantwortete 1947 eine Art Casting-Aufruf und schlug damit einen Weg ein, der ihn in Hollywood bekannt machte. Er etablierte sich dort mit seiner im selben Jahr mit zweien seiner Söhne gegründeten Firma Roy C. Stewart & Sons. Keine andere Firma brachte es in diesem Bereich zu einem ähnlichen Erfolg. Stewart, der seinerzeit 55 Jahre alt war, kaufte in Torrance in Kalifornien eine alte Munitionsfabrik aus dem Zweiten Weltkrieg und begann mit der Herstellung von Leinwänden für die Filmindustrie. Das Unternehmen hatte 1950 neue Maschinen zur Herstellung größerer Leinwände erworben, von denen eine im Graumans Chinese Theatre installiert wurde. 1953 ging die Firma dann eine Fusion mit der Trans-Lux Corporation ein. Bereits 1955 zählte das Unternehmen neben dem gerade eröffneten Disneyland Park auch den Bundesstaat Kalifornien zu seinen Kunden. 1963 kaufte die Familie Stewart den Anteil von Trans-Lux an dem Joint Venture und änderte im Oktober 1963 den Namen der Firma in Stewart Filmscreen.
Roy C. Stewart – von der Stewart-Trans Lux Corp. – erhielt die Auszeichnung bei den 29th Annual Academy Awards gemeinsam mit Charles R. Daily von der Lichtbildabteilung der Paramount Pictures Corp. „für die Planung und Entwicklung von HiTrans und Pra-HiTrans-Rückprojektionsschirmen“ („for the engineering and development of the HiTrans and Para-HiTrans rear projection screens“). Die Ehrung erfolgte in Form eines Zertifikats. Bei dem Preis handelt es sich um eine sogenannte Class III-Auszeichnung, da die Preisträger keine Oscar-Statuette (Class I) oder Oscar-Plakette (Class II) erhalten, sondern ein Oscar-Zertifikat.
Bei den 37th Annual Academy Awards 1965 wurde Stewart respektive seine Filmscreen Corp. erneut mit einem Technical Achievement Award ausgezeichnet, und zwar für die Erfindung eines „nahtlosen durchscheinenden Bluescreen für die Reise-Kinematografie in matten Farben“ („For a seamless translucent Blue Screen for Traveling Matte Color Cinematography“). Bei den 60th Annual Academy Awards 1988 war das Unternehmen, das als Marktführer bei Bluescreens gilt, erneut für einen Oscar für technische Verdienste im Gespräch, und zwar „für die Entwicklung eines hochauflösenden Bildschirms“, ging jedoch leer aus.
Roy Stewart, der seit 1921 mit Katharine Louella La Mar verheiratet war, betrieb sehr erfolgreich die von ihm gegründete Stewart-Trans Lux Corporation für Bluescreen und entwickelte gemeinsam mit seinen Söhnen neue Techniken in diesem Bereich. Sowohl Stewarts vier  Söhne, als auch einige seiner Enkel arbeiteten im Unternehmen mit. Stewart starb im Alter von 88 Jahren.